# Photoscotosia rivularia
Photoscotosia rivularia är en fjärilsart som beskrevs av John Henry Leech 1897. Photoscotosia rivularia ingår i släktet Photoscotosia och familjen mätare. Inga underarter finns listade i Catalogue of Life.